# Many of Horror
«Many of Horror» es una canción de rock alternativo escrita por Simon Neil de la banda escocesa Biffy Clyro para su quinto álbum de estudio Only Revolutions. La canción fue publicada como cuarto sencillo del álbum el 18 de enero de 2010. La canción fue grabada en Ocean Way Recording, Hollywood, CA y masterizada en Masterdisk. La letra de la canción trata acerca de la esposa y familia de Neil.
Matt Cardle, ganador de The X Factor, grabó una versión de estudio de la canción bajo el nombre de "When We Collide" y se publicó como su sencillo debut, después de interpretarla en la final de la competencia. Los fanes de Biffy Clyro lanzaron una campaña en internet para lograr que la canción original "Many of Horror" liderara los charts, con los fanes uniéndose a una campaña en Facebook urgiendo al público a comprar el sencillo original de Biffy Clyro en vez de la versión de Cardle. Esto terminó en que la versión de Biffy Clyro llegó al número 8 en el UK Singles Chart, su más alta posición alcanzada, mientras que la versión de  Cardle se convirtió en el número 1 de Navidad en el Reino Unido.

## Listado de canciones
CD Single
1. "Many of Horror" – 4:21
2. "Toottoottoot" – 4:16

7" Blue Vinyl
1. "Many of Horror" – 4:21
2. "Lonely Revolutions" – 2:32

7" Red Vinyl
1. "Many of Horror" – 4:21
2. "Creative Burns" – 2:33

iTunes Digital EP
1. "Many of Horror" – 4:21
2. "Toottoottoot" – 4:16
3. "Lonely Revolutions" – 2:32
4. "Creative Burns" – 2:33

## Video musical
El videoclip muestra a la banda tocando en Battersea Power Station. Ocasionalmente, la cara del vocalista Simon Neil parece distorsionada.

## Lista de posiciones
| Listas       | Máxima posición |
| ------------ | --------------- |
| Irlanda      | 10              |
| Países Bajos | 27              |
| Países Bajos | 11              |
| Reino Unido  | 8               |

## Créditos
- Diseño de arte (Diseño de portada, fotografía) – Stormstudios
- Música – Biffy Clyro
- Composición (Letra) – Simon Neil
- Productor – Biffy Clyro, Gggarth (canciones: 1)

## Versión de Matt Cardle
«When We Collide» es el sencillo debut de Matt Cardle, el ganador 2010 de The X Factor. Su versión fue renombrada como "When We Collide". Estuvo disponible para su descarga el 12 de diciembre de 2010 poco después de que el show hubiese finalizado, con un  sencillo en CD lanzado el 15 de diciembre de 2010.
En diciembre de 2010, Cardle declaró que "Se que algunos fanes de Biffy que han dicho, '¿Qué le has hacho a esa canción?'...Es una gran canción. Espero que le hayas hecho justicia." Refiriéndose a la campaña de Facebook para hacer que la versión original de la canción llegara al número 1, Cardle dijo "Si eso sucede entonces bien - es una gran canción". El 19 de diciembre de 2010, Fue número 1 en el UK Singles Chart, venciendo a "What's My Name" de Rihanna, mientras que la versión de Biffy Clyro de Many of Horror reingresó al chart en el número 8. La canción es el segundo sencillo más vendido de 2010 de acuerdo con UK Singles Chart "Top 100 Selling Singles of 2010" con 815 000 copias vendidas durante ese año; siendo la número 1 "Love the Way You Lie" de Eminem con Rihanna con ventas de 854 000 unidades durante 2010.